# Cholmeraktion

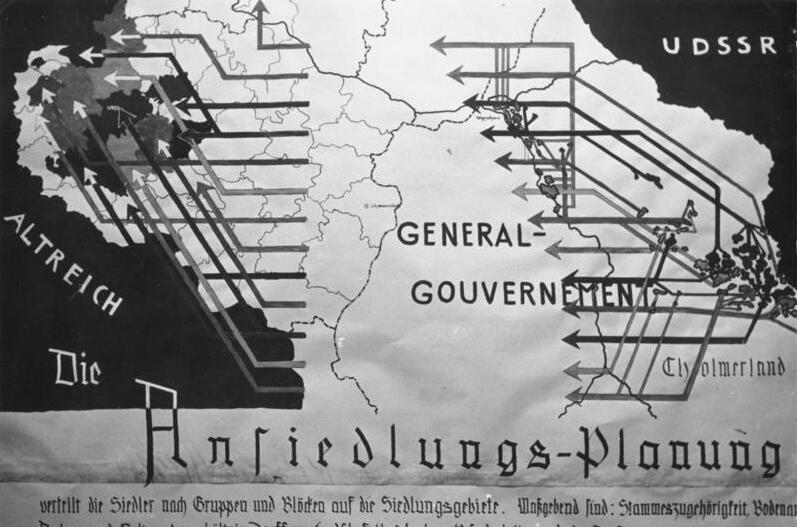
Tereny na Lubelszczyźnie, z których przesiedlano Volksdeutchów do Kraju Warty w miejsca po wysiedlonych Polakach.

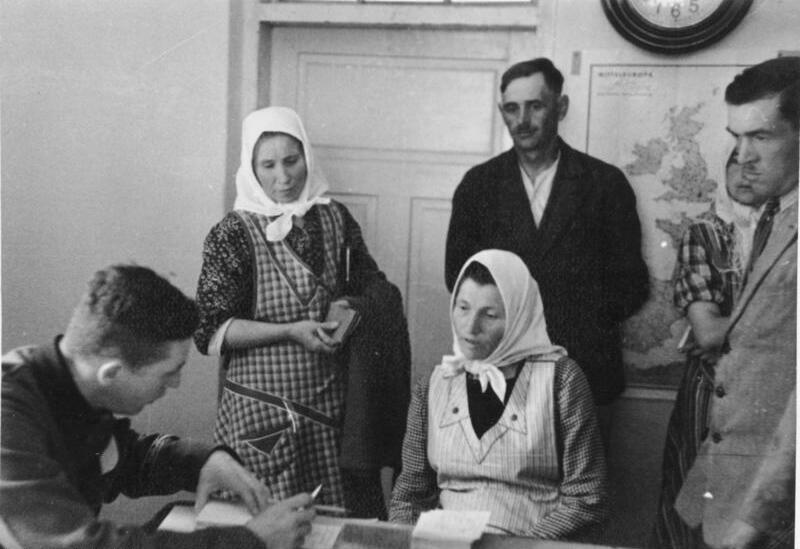
Rejestracja Volksdeutchów z ziemi chełmskiej

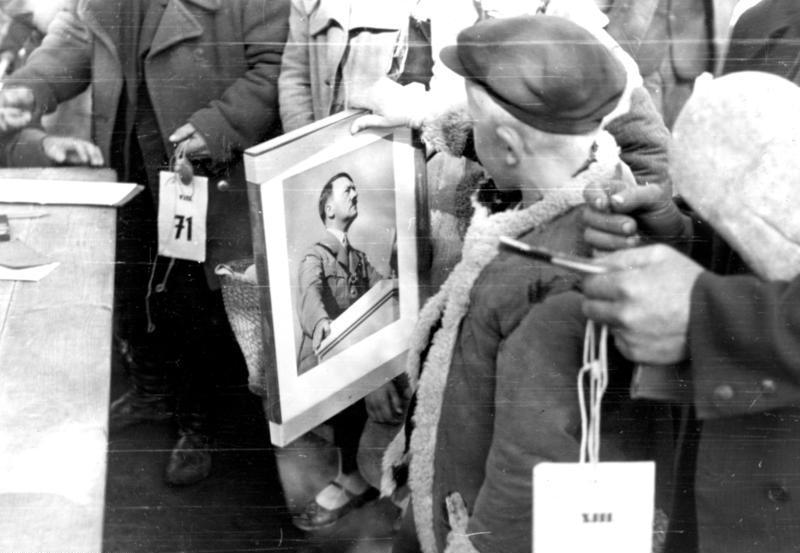
Przesiedleńcy z Chełmszczyzny (niem. Cholmer Land) witani przez Niemców w okupowanej przez nich wielkopolskiej miejscowości Pniewy. Otrzymywali na powitanie od władz niemieckich portrety z Hitlerem (1940)

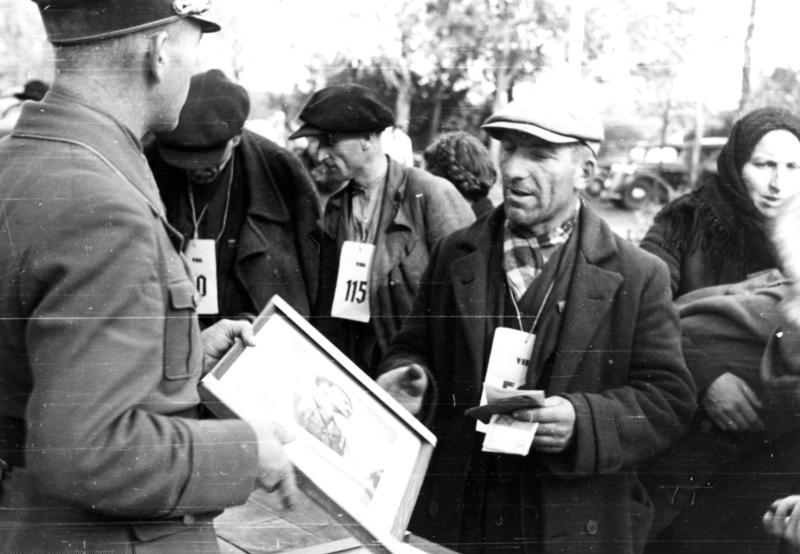
Przesiedleńcy otrzymują przydział domów po wysiedlonych Polakach

Cholmeraktion (niem. Cholmeraktion, Umsiedlung der Ostkolonisten aus dem Cholmer und Lubliner Lande) Akcja chełmska – akcja przesiedleńcza i kolonizacyjna ludności niemieckiej będącej częścią większej akcji zwanej „Heim ins Reich” (pol. „Powrót do Rzeszy”) z terenów ziemi chełmskiej i lubelszczyzny na tereny III Rzeszy i okupowanej Wielkopolski.

## Przyczyny
Jednym z celów polityki nazistowskiej było utworzenie tzw. „Wielkiej Rzeszy Niemieckiej” (niem. Großdeutschland), jednolitej narodowo i zamieszkanej tylko przez czystych rasowo Niemców. Dla jej urzeczywistnienia organizowano przesiedlenia ludności, deklarującej niemieckie pochodzenie tzw. Volksdeutchów z innych państw do III Rzeszy. Jeszcze przed wojną niemieckie organizacje podporządkowane SS prowadziły rejestracje mniejszości niemieckiej mieszkającej na terenach innych państw: w Czechosłowacji, Polsce, krajach bałtyckich, Rosji, Rumunii, na Węgrzech i w Bułgarii. Osoby te po aneksji Polski postanowiono przesiedlić na okupowane terytoria w ramach tzw. akcji „Heim ins Reich” („Dom w Rzeszy”).
Kolejną koncepcją będącą powodem przesiedleń była tzw. Lebensraum, czyli zdobycie tzw. „przestrzeni życiowej” dla Niemców, które było jednym z deklarowanych przez Adolfa Hitlera celów II wojny światowej. Naziści planowali zdobycie dla Rzeszy terenów po Ural, gdzie po zwycięskiej wojnie miano osiedlić ludzi „krwi czysto nordyckiej”. Aby urzeczywistnić tę ideę prowadzono dwutorowo przesiedlenia Volksdeutschów z terenów innych państw takich jak Rosja, Rumunia czy państwa bałtyckie oraz jednoczesne wysiedlenia ludności etnicznej z terenów państw podbitych i inkorporowanych do Niemiec jak część przedwojennej Polski czy Francji. Największą skalę działalność ta przybrała m.in. w Kraju Warty i Alzacji.

## Przebieg akcji
Akcję przesiedleńczą o nazwie Akcja Chełmska prowadzono w okresie od września 1940 do połowy 1941 roku. W jej ramach przesiedlano kolonistów niemieckich zamieszkałych na terenie ziemi lubelskiej i chełmskiej na teren Wielkopolski, wcielonej do III Rzeszy. Pierwszy transport wyruszył 3 września 1940 roku do Śremu, gdzie dotarł w dniu 27 września 1940 roku. Kolejne transporty kierowano do Gniezna, Środy, Ostrowa, Kalisza, gdzie niemieccy koloniści otrzymywali gospodarstwa z pełnym wyposażeniem po wysiedlonych wcześniej rodzinach polskich. Od strony organizacyjnej przesiedlenia organizowała VoMi w oparciu o dwa lokalne biura w Chełmie i Cycowie, a wysiedlenia przeprowadzał tzw. sztab przesiedleńczy utworzony przy dowódcy SS policji w Lublinie (Umsiedlungsstab, Verbindungsstab für Umsiedlungen beim SS-und Polizeiführer des Distrikts Lublin, Ostlanstrasse 8), na czele którego stał K. Holst.
W sumie okresie 1940-1941 Niemcy przesiedlili 32,9 tys. Volksdeutschów z czego ok. 19 tys. zostało osiedlonych w Wielkopolsce (zwanej przez Niemców „Krajem Warty”) na gospodarstwach odebranych polskim właścicielom.